# دوك مارتيل
دوك مارتيل (بالإنجليزية: Doc Martel)‏ هو لاعب كرة قاعدة أمريكي، ولد في 29 يونيو 1883 في ويماوث في الولايات المتحدة، وتوفي في 11 أكتوبر 1947 في واشنطن العاصمة في الولايات المتحدة.

## وصلات خارجية
- دوك مارتيل على موقعبيزبول رفرنس.كوم (الدوري الرئيسي) (الإنجليزية)
- دوك مارتيل على موقعبيزبول رفرنس.كوم (الدوري الثانوي) (الإنجليزية)